# Birkebeiner
De Birkebeiners of Birkebeiner-partij was de benaming voor een van de rebellerende partijen in Noorwegen in de periode van de Noorse burgeroorlogen die duurde van 1130 tot 1217.
Tijdens de periode van de burgeroorlogen waren er talloze elkaar overlappende conflicten op variërende schaal en intensiteit. De achtergrond van deze conflicten was de onduidelijke Noorse wet die de troonopvolging regelde, de sociale omstandigheden in die tijd en de strijd tussen kerk en koning. Er waren twee hoofdstromingen die (eerst nog naamloos of onder andere namen bekendstonden) als de Bagli-partij (de groepering die voornamelijk het bisdom Oslo en de adel rond het Oslofjord vertegenwoordigde) en de  Birkebeiner-partij (de groepering die voornamelijk de boerenstand en landmannen vertegenwoordigde) bekend zouden worden. Hun voorman was meestal een troonpretendent van de partij in kwestie om zo op deze wijze te proberen de macht in Noorwegen te verkrijgen. De Birkebeiners, die meestal de overhand zouden hebben, zouden uiteindelijk in 1217 de machtsstrijd winnen toen hun kandidaat Haakon IV alleenheerser werd in Noorwegen.

## Ontstaan
In 1174 werd de partij gegroepeerd rondom de troonpretendent Øystein Møyla. De naam is ontleend aan de benaming die hun tegenstanders hun toebedeelden; omdat zij hun schoeisel uit pure armoede van ´birkebein´ (´berkenschors´) maakten. Ondanks de oorspronkelijke negatieve betekenis voor hen, zouden de Birkebeiners de naam voor henzelf blijven hanteren nadat ze in 1184, middels Sverre Sigurdsson, de koningsmacht zouden verwerven. De partij is ontstaan uit groeperingen die als doel hadden om koning Magnus V van Noorwegen en zijn vader jarl Erling Skakke af te zetten.
Geleerden hebben achteraf aangenomen dat de Birkebeiner-partij als machtspartij kon ontstaan door de snelle toename van de statenloze ´markamenn´ (´grensmannen´) die zich vestigden langs de Zweedse grens en overleefden door plundering en het beroven van de daar wonende rijke bewoners. Het was deze wetloze bevolking die de voornaamste achterban van de Birkebeiners zouden vormen. Het is echter twijfelachtig of hun leiders ook armelui waren die berkenschorsen schoeisel droegen.
De Birkebeiner-leiders kwamen voornamelijk uit Trøndelag, een gebied waar de sociale spanningen niet zo merkbaar waren, en hun motief was alleen maar om onder de steeds wisselende overheersing van de Viken en Vestlandet uit te komen. De machthebbende Trønder-families waren simpel gezegd in de steek gelaten door hun edelmannen in het zuiden, die zich hadden verbonden aan de jarl van Vestland, Erling Skakke, in het midden van de 12e eeuw. In de vroege 1160'er jaren had Erling Skakke de controle in Viken en het bisdom Nidaros (Trøndelag) overgenomen en had vervolgens zijn, nog minderjarige, zoon Magnus (V) Erlingsson tot koning gemaakt. De groeperingen die hun steun aan hen verleenden zouden zich in 1196 (rond Inge Magnusson) in de Bagli-partij verenigen.
De tegenstanders van de Birkebeiners hebben onder andere onder de namen Lendsmenn (met Sigurd Slembe), Heklungs (met Magnus Erlingsson), Kuvlungs (met Jon Kuvlung) en Øyskjeggs (met Sigurd Magnusson) gestreden.

## Opmars
Nadat eerst de Viken overwinningen wisten te boeken, keerde het tij voor de Birkebeiners toen Sverre Sigurdsson op het toneel verscheen en beweerde een zoon van koning Sigurd Munn te zijn. Sverre zocht en vond steun bij de Zweedse jarl Birger Brosa die, na aanvankelijke aarzeling, een leger naar Sverre stuurde. Een zoon van Birger Brosa, Filip Birkersson zou jarl onder Sverre worden.
Onder Sverres leiding werd de Birkebeiner-partij gereorganiseerd en ongewenste manschappen werden kordaat uit de partij gezet. Het leger zou meer en meer gaan bestaan uit huursoldaten uit Zweden en Engeland.
Al in 1177 werd Sverre als koning gekozen door zijn aanhangers, maar zijn macht reikte in werkelijkheid niet verder dan de grenzen van de streek Trøndelag en er waren twee veldslagen, in 1179 (waarbij jarl Erling Skakke werd gedood) en in 1184 (waarbij Magnus (V) Erlingsson werd gedood), voor nodig voordat de oppositie was verslagen en hij formeel als koning van Noorwegen kon worden gekozen.
Het Birkebeinse politieke beleid was een voortzetting van het door jarl Erling Skakkes in gang gezette centralisatie van Noorwegen. Hun leiding zocht geen sociale ommekeer maar alleen het verplaatsen van de centrale macht naar hun hoofdplaats Nidaros in Trøndelag.

## Stagnatie
In 1202 zou Sverre van Noorwegen overlijden. Hij was erin geslaagd het grootste gedeelte van Noorwegen onder controle te krijgen. Alleen in Østerdalen was de Bagli-partij nog oppermachtig. De dood van Sverre verminderde de macht van de Birkebeiners. Zijn opvolger Haakon Sverresson stierf begin 1204 en Guttorm Sigurdsson halverwege 1204 en zijn opvolger Inge (II) Bårdsson zou tot 1217 regeren.
De Birkebeiners wisten, ondanks de korte regeerperioden van hun koningen, ten minste in Trøndelag en afwisselend in Bergen hun macht te behouden. In 1208 kwam er een vredesakkoord tot stand met de in 1207 als opvolger van Erling Steinvegg aan de macht gekomen Bagli-koning Filippus Simonsson dat inhield dat de Bagli´s Inge Bårdsson als koning erkenden en dat Filippus de macht (als jarl) in Oppland en Viken zou behouden. Beiden zouden in 1217 komen te overlijden.

## Haakon IV
Na de dood van Inge II zou Haakon (IV) Håkonsson, een buitenechtelijke zoon van Haakon III die na zijn dood werd geboren, de Birkebeiner koning worden en deze zou de alleenheerschappij weten te bewerkstelligen.

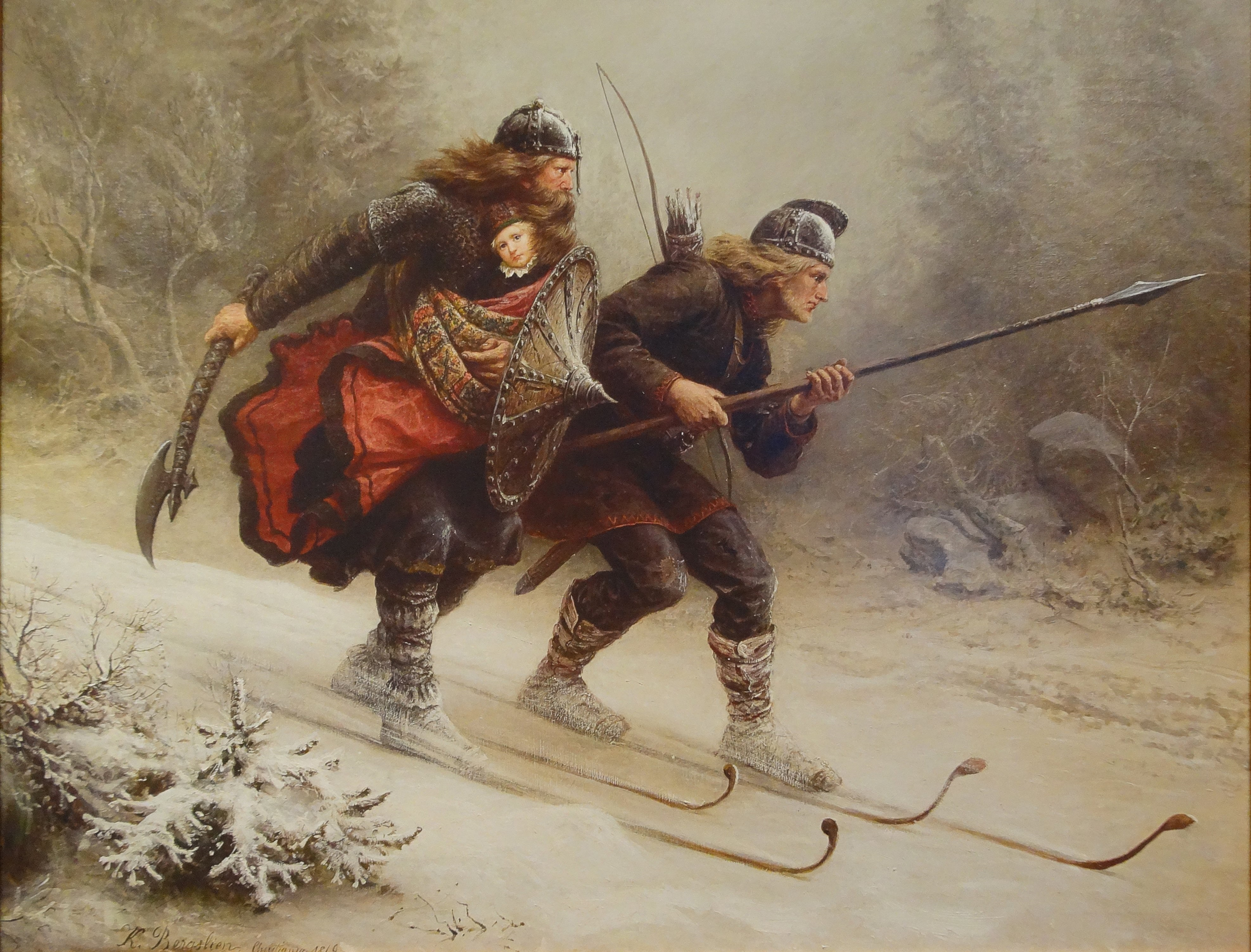
De redding van Haakon Håkonsson, verbeeld door Knud Bergslien 1869

Haakon was overigens geboren in Varteig, een plaats die onder controle stond van de Bagli's. Om te voorkomen dat Haakon door de Bagli's gevangen werd genomen, redde in 1206 een groepje strijders van de Birkebeiners de jonge Haakon en vluchtte met hem naar het hof van koning Inge II Brådsson in Nidaros. Tijdens hun tocht kwamen ze in een sneeuwstorm terecht en alleen de twee sterkste strijders, Torstein Skevla en Skjervald Skrukka, konden de reis op hun ski's, met het kind in hun armen, vervolgen. Zij brachten de jonge erfgenaam in veiligheid.

## Birkebeiner Run
Vandaag de dag wordt de redding van Haakon Håkonsson in Noorwegen herdacht door drie jaarlijkse evenementen: een wedloop, een mountainbikerace en een langlaufskirace, de Birkebeinerrennet of de Birkebeiner Run. De overeenkomst van de evenementen is het dragen van een 3,5 kilogram wegende last ter herinnering aan het kind (Haakon IV) dat tijdens de reis moest worden gedragen. De evenementen vinden in de regio van Lillehammer en Rena plaats.
Er worden ook nog zusterskiraces georganiseerd die in Hayward, Wisconsin, Verenigde Staten (de American Birkebeiner) en 40 km ten oosten van Edmonton, Alberta, Canada (de Canadian Birkebeiner) plaatsvinden.

## Birkebeiner tradities
- Het wapen van Lillehammer laat een Birkebeiner skiënd zien als eerbetoon aan de historische redding[1]
- De mascottes Haakon en Kristin van de Olympische Winterspelen in 1994 zijn afgebeeld als Birkebeiner kinderen die de namen dragen van een zoon en dochter van Koning Sverre[2]
- Nabij Drammen: de sportclub Idrettsforeningen Birkebeineren noemde de vereniging naar de Birkebeiner-partij.